# Jiří Drlík
Jiří Drlík (13. července 1938 Brno – 16. prosince 2021 Brno) byl významný český šperkař a zlatník.

## Život
Ve věku dvanácti let mu zemřela matka, čímž bylo jeho dětství a dospívání značně poznamenáno. Pro svůj třídní původ musel po dokončení základní školy nastoupit do zaměstnání jako pomocný dělník. Po roce využil možnost vyučit se zlatníkem v brněnském družstvu Karat, jež mu zařídilo studium na Škole umělecké kovovýroby v Praze, kterou absolvoval v roce 1958. Následně pokračoval večerním studiem v letech 1962–1966 na Střední uměleckoprůmyslové škole v Brně a poté pracoval ve zlatnickém družstvu.
V roce 1967 Moravská galerie připravila první samostatnou výstavu Drlíkových šperků, kolekci moderních prstenů, broží, závěsů a náušnic. V následujících letech se zúčastnil většiny československých i zahraničních přehlídek šperků, na kterých jeho dílo vzbudilo značný ohlas. V roce 1970 získal cenu poroty na výstavě Brněnská bilance v Brně, o rok později získal stříbrnou medaili na mezinárodní výstavě v Jablonci nad Nisou. V roce 1972 Moravská galerie uspořádala druhou samostatnou výstavu díla Jiřího Drlíka.
Kromě mnoha československých výstav byla tvorba Jiřího Drlíka ke zhlédnutí také v Rakousku, Německu, Rumunsku, Maďarsku a pobaltských státech. Jeho dílo bylo zastoupeno i na výstavách na Kanárských ostrovech (1977), v Aténách (1978), či v Lublani (1980). V roce 1973 získal cenu za vzornou reprezentaci československého užitného umění v zahraničí.

## Dílo
Pro Drlíkovu unikátní tvorbu jsou charakteristické rozměrné zlaté nebo stříbrné prsteny doplněné drahými kameny. Jeho dokonalá znalost řemesla mu umožnila experimentovat - jeho prsteny jsou často drůzovité a amorfní, upomínající mořskou flóru, jindy přísně geometrické a kompaktní.
Typickým šperkem pro něj byly prsteny, které oprostil od klasických konvencí. Jejich podoba je vytvářena buď strohým kubizujícím útvarem nebo volně tvarovaným litým kovem, jejichž občasné prolnutí je ještě obohaceno kinetickým či akustickým detailem, který do kompozice vnáší prvek neklidu. Přišel s neobvyklým tvarem tzv. šíny, který byl v té době novinkou, jíž inspiroval mnoho dalších umělců. Nejčastěji se jedná o tvar kvádru, ve kterém je kulatý otvor. Ačkoli takový šperk vypadá velmi výrazně, je na užívání pohodlný – kulatý otvor naprosto výtečně padne na prst nositele a hranatý tvar zabraňuje otáčení, které je u klasických prstenů jistým nedostatkem. Hrany jsou v takové vzdálenosti, že nikterak neomezují ani nezraňují a naopak doplňují estetickou hodnotu prstenu.
V letech 2008–2010 se podílel na restaurování perlovců na Stříbrném oltáři v bazilice Nanebevzetí Panny Marie na Starém Brně.[zdroj⁠?!] V roce 2012 se stal laureátem Ceny města Brna za užité umění. Jeho díla lze nalézt i v proslulé kolekci Alice a Louise Kochových ve Švýcarském národním muzeu v Curychu.